# Karwinskia pluvialis
Karwinskia pluvialis là một loài thực vật có hoa trong họ Táo. Loài này được Paul Carpenter Standley miêu tả khoa học đầu tiên năm 1929 dưới danh pháp Rhamnidium caloneurum.
Năm 2014, Amy Pool chuyển nó sang chi Karwinskia, nhưng do danh pháp Karwinskia caloneura đã được Ignatz Urban sử dụng từ năm 1926 để chỉ một loài khác có tại Hispaniola nên tác giả đã đổi danh pháp thành Karwinskia pluvialis.

## Mẫu định danh
Mẫu định danh: G. P. Cooper 434; thu thập năm 1928 tại trang trại Daytonia, vùng Almirante, tây bắc Panama. Lưu giữ tại phòng mẫu cây của Bảo tàng Lịch sử Tự nhiên Field dưới số 579, 347.

## Phân bố
Loài này được tìm thấy tại Costa Rica và miền tây Panama.

## Mô tả
Cây gỗ cao tới 23 m, không rễ bạnh, thân thẳng, đường kính tới 30 cm, với các cành thanh mảnh, gần thon búp măng, màu nâu sẫm, thưa lông tơ mịn hoặc nhẵn nhụi, lóng dài 2-3 cm, chia nhiều nhánh/cành con; lá mọc đối, cuống lá dài 8-11 mm, thanh mảnh, thưa lông tơ mịn hoặc nhẵn nhụi; phiến lá hình elip hoặc hình elip-thuôn dài, dài 6-11 cm, rộng 3-4,5 cm, nhọn thon đột ngột ở đỉnh, với phần nhọn dài 1 cm, tù, có mấu nhọn, đáy tù hoặc thuôn tròn, dạng giấy, mặt trên màu xanh lục, bóng láng, không lông, với các gân ngang nổi rõ, mặt dưới nhạt màu, gần gân thưa lông tơ mịn, gân giữa nổi rõ, thanh mảnh, các gân bên ở mỗi bên gân giữa ~13, nổi rõ, song song, cong, hướng lên, vươn tới mép, mép cuốn ngoài; các xim hoa dạng tán, ở nách, ít hoa, cuống dài 6 mm, cuống hoa mập, dài 5-7 mm, thưa lông tơ hoặc nhẵn nhụi; đài hoa rộng 6 mm, nhẵn nhụi, thùy 5, hình tam giác, nhọn, hở; quả hình gần cầu, dài 1 cm và gần như dài rộng bằng nhau, thuôn tròn ở đáy và đỉnh, bóng láng, nhẵn nhụi; hạt 1, ép dẹp. Quả màu đỏ ánh xanh lục. Gỗ dễ đánh bóng; có mùi như của lạc.